# 데라니야갈라부리고래
데라니야갈라부리고래(Mesoplodon hotaula)는 부리고래과에 속하는 고래의 일종이다.

## 분류
데라냐갈라부리고래는 한때 은행이빨부리고래의 이명으로 알려졌지만, 여러 연구를 통해 유전적으로 별도의 종이라는 사실이 확인되었다. 모든 부리고래와 마찬가지로 데라냐갈라부리고래도 표류하다가 발견된 7마리의 개체만이 알려져 있다. 표류된 상태로 스리랑카에서 처음 발견되었지만, 1965년 무어(Moore)와 길모어(Gilmore)가 은행이빨부리고래로 잘못 동정했다. 유전자 분석을 위해 채취된 7마리 개체의 미토콘드리아 DNA(mtDNA) 상의 조절부위, 시토크롬 b, 시토크롬 산화효소, 그리고 인트론에 대한 다양한 기관에서 실시된 유전자 분석을 통해 두 종이 분리되었다.
데라냐갈라부리고래와 은행이빨부리고래 사이의 시토크롬 b의 유전적 변이(Dα)가 8.2% ± 1.79%인 반면에,
다른 이빨부리고래속 종들 사이의 유전적 변이 범위가 5.5%~16.6%이다(퍼센트(%)가 작을 수록 두 종 사이의 유전적 차이가 작다). 1963년 데라냐갈라(Paules Edward Pieris Deraniyagala)가 처음 인지했으며, 그후 그의 이름을 따서 명명했다.

## 분포
인도양과 남태평양의 여러 섬(세이셸, 몰디브, 스리랑카, 길버트 제도, 키리바시 그리고 라인 제도)의 해안에 7마리가 죄초된 상태로만 발견되었다. 민부리고래처럼 도서개체군(고립된 군집 생활)으로 사는 것으로 간주하고 있다.

## 먹이
다른 이빨부리고래처럼, 데라냐갈라부리고래는 주로 오징어류와 물고기를 먹는다.

## 같이 보기
- 고래류의 종 목록